# Cesstos
Cesstos è una città della Liberia, capoluogo della contea di River Cess.